# Zielenica (województwo zachodniopomorskie)
Zielenica (niem. Söllnitz) – wieś w Polsce położona w województwie zachodniopomorskim, w powiecie sławieńskim, w gminie Malechowo. W latach 1975–1998 miejscowość administracyjnie należała do województwa koszalińskiego.
Za wsią w kierunku południowo-zachodnim znajdują się grobowce megalityczne.